# 2331 Parvulesco
2331 Parvulesco è un asteroide della fascia principale. Scoperto nel 1936, presenta un'orbita caratterizzata da un semiasse maggiore pari a 2,4252969 UA e da un'eccentricità di 0,2229056, inclinata di 3,71763° rispetto all'eclittica.